# Альфред Юе дю Павійон
Альфред Юе дю Павійон (фр. Alfred Huet du Pavillon, 1829—1907) — французький ботанік. Його брат, Едуард Юе дю Павійон (1819—1908), з яким він часто співпрацював, також був ботаніком.

## Життєпис
Син Едмона Юе дю Павійона, податківця у Блені, та Мелані Крузо де Лоне. Дитинство провів у Швейцарії, навчався в єзуїтському коледжі Фрібуру,  а потім — в ботаніка Альфонса де Кандоля. З 1852 по 1856 рік він служив куратором гербарію де Кандоля. У 1850-х роках він розпочав серію ботанічних експедицій до Піренеїв, Вірменії, Італії (включно з Сицилію) і Сардинії. В Італії та на Сицилії його супроводжував брат, Едуард Юе дю Павійон.
Разом брати Юе зібрали вражаючий гербарій і випустили принаймні кілька широко розповсюджених серій екзикат, серед інших у 1856 році Plantae Neapolitanae та Plantae Siculae 1856. У 1856 році П'єр Едмон Буасьє ввів назву роду Huetia на честь братів Huet.